# Кук, Льюис
Льюис Джон Кук (англ. Lewis John Cook; 3 февраля 1997, Йорк, Англия) — английский футболист, полузащитник клуба «Борнмут». Воспитанник клуба «Лидс Юнайтед».

## Карьера
Уроженец Йорка появился в системе «Юнайтед» в возрасте восьми лет. Уже в 15 лет хавбек стал основным игроком молодёжной команды U-18, а в 16 начал играть и забивать за резервную команду.
Сезон 2013/14 стал для Кука по-настоящему продуктивным. Оправившись от травмы, талантливый хавбек сначала вернулся в основной состав молодёжной команды, а затем застолбил за собой место в составе резервной команды. После девяти лет проведенных в системе «белых» и поступательно двигаясь через все ступени клубной академии, летом 2014 года Льюис заключил с клубом свой первый профессиональный контракт и отправился на предсезонный сбор в составе основной команды. Хорошо проявив себя в Италии, где футболист принял участие в ряде товарищеских матчей на позиции опорного полузащитника, футболист остался тренироваться в составе первой команды.
12 августа 2014 года полузащитник дебютировал за «Лидс» в матче Кубка Лиги против «Аккрингтон Стэнли», а парой недель спустя, 30 августа впервые вышел в стартовом составе клуба на очередной матч Чемпионшипа.
8 июля 2016 года Льюис Кук перешёл в клуб Премьер-лиги «Борнмут».

## Международная карьера
Льюис Кук хорошо известен футбольной общественности и за пределами Йоркшира. С четырнадцати лет футболист регулярно вызывается в состав молодёжных сборных Англии различных возрастов. В мае 2014 года Льюис был важной частью сборной Англии U-17, которая завоевала титул чемпиона Европы. Кук появлялся в старте в трех из пяти матчей англичан на турнире, в том числе и в финале.
В августе 2014 года полузащитник был вызван в сборную Англии U-18, за которую провел 1 матч. В 2017 году вместе со сборной Англии до 20 лет стал чемпионом на молодёжном чемпионате мира.
Осенью 2014-го дед игрока Тревор Берлингем поставил 500 фунтов на то, что его внук Льюис Кук сыграет за сборную Англии, прежде чем отметит 26-й день рождения. Букмекеры приняли его ставку с котировкой 33/1. 27 марта 2018 года Кук сыграл за сборную Англии — и его дед выиграл 17 тысяч фунтов.